# Adriana de La Fayette
Adriana de La Fayette (2. listopadu 1759 Paříž – 24. prosince 1807 Auvergne) byla dcerou vévody Jana de Noailles a jeho manželky Henriety Anny Luisy d'Aguesseau a sňatkem s markýzem Gilbertem du Motier de La Fayette markýzou de La Fayette. Byla také pravnučkou Františky Šarloty d'Aubigné, neteře Madame de Maintenon.
Se svým manželem měla čtyři děti: Henrietu (1776–1778), Anastázii Luisu Paulinu (1777–1863), Georgese Washingtona Louise Gilberta (1779–1849) a Marii Antoinettu Virginii (1782–1849).

## Mládí

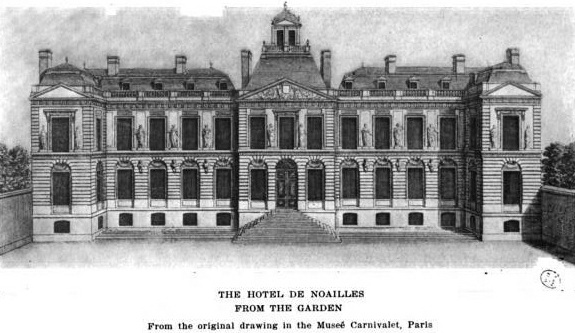
Hôtel de Noailles v Paříži

Adriana se narodila a vyrůstala v Hôtel de Noailles, rodinném sídle v Paříži, kde se také slavila 11. dubna 1774 její svatba s Gilbertem du Motier, markýzem de La Fayette. Sirotek La Fayette měl zdědit velké statky, které činily roční příjem 150.000 livrů. Její matka, obávající se dceřina mládí, držela po dobu jednoho roku manžele od sebe a vedla jejich námluvy. V roce 1776 se mladému páru narodila dcera Henrietta.
Lafayette odjel navštívit strýce Emanuela de Noailles, velvyslance v Anglii. Na plese u lorda George Germaina se seznámil s lordem Rawdonem, v opeře se sirem Henrym Clintonem a u snídaně s lordem Shelburnem. Upustil od návratu do Francie a odjel do Ameriky.

Adriana čekala dceru Anastázii. Vévoda z Noailles poslal Lafayettovi zprávu do Itálie. Lafayette však 26. dubna 1777 Itálii opustil a odjel do Španělska a následně do Ameriky. V dopise Adrianě Lafayette psal:
7. června uznáš, drahé srdce, že život a povolání, které mám, se velmi liší od toho, který mi nabízela má bezvýznamná cesta do Itálie. Nabídka být obráncem svobody, kterou tolik zbožňuji, být přítelem této zajímavé republiky, ke mně přichází volněji, než kterákoli jiná služba, rodí se pouze z mé srdečnosti a dobré vůle; ne z ambic a vlastních zájmů. V usilování o vlastní slávu, usiluji o úspěch jejich snah. Doufám, že se staneš dobrou Američankou. To je cit hodný ctnostnému srdci. Prosperita Ameriky je úzce spjata s prosperitou celého lidstva. Stává se významným a bezpečným útočištěm svobodyǃ Adieuǃ Tma mi nedovoluje dále pokračovat. Ale jestli mé prsty chápou mé srdce, pak nepotřebuji denní světlo, abych ti řekl, jak trpím odloučením od tebe a jak tě miluji.
Adriana měla celkem čtyři děti, mezi nimi i syna narozeného v roce 1779, Georgese Washingtona Louise Gilberta de La Fayette. Nejstarší dítě, dcera Henrietta, zemřelo ve 22 měsících.
V roce 1778 Adriana oznamuje, že se v domě vévody de Choiseul setkala s Voltairem:

Přeji si uctít manželku hrdiny Nového světa. Snad budu žít dost dlouho, abych pozdravil osvoboditele toho Starého.

Od července 1779 do března 1780 byl La Fayette zpět ve Francii, aby představil plán francouzské podpory Američanům. Byla vyslána armáda pod velením hraběte de Rochambeau. La Fayette dal Adrianě zplnomocnění a 120.000 livrů a 6. března 1780 odjel do Ameriky.
Po vítězném bitvě u Yorktownu se La Fayette vrátil do Francie. 22. ledna 1782 byl přijat ve Versailles.

## Francouzská revoluce

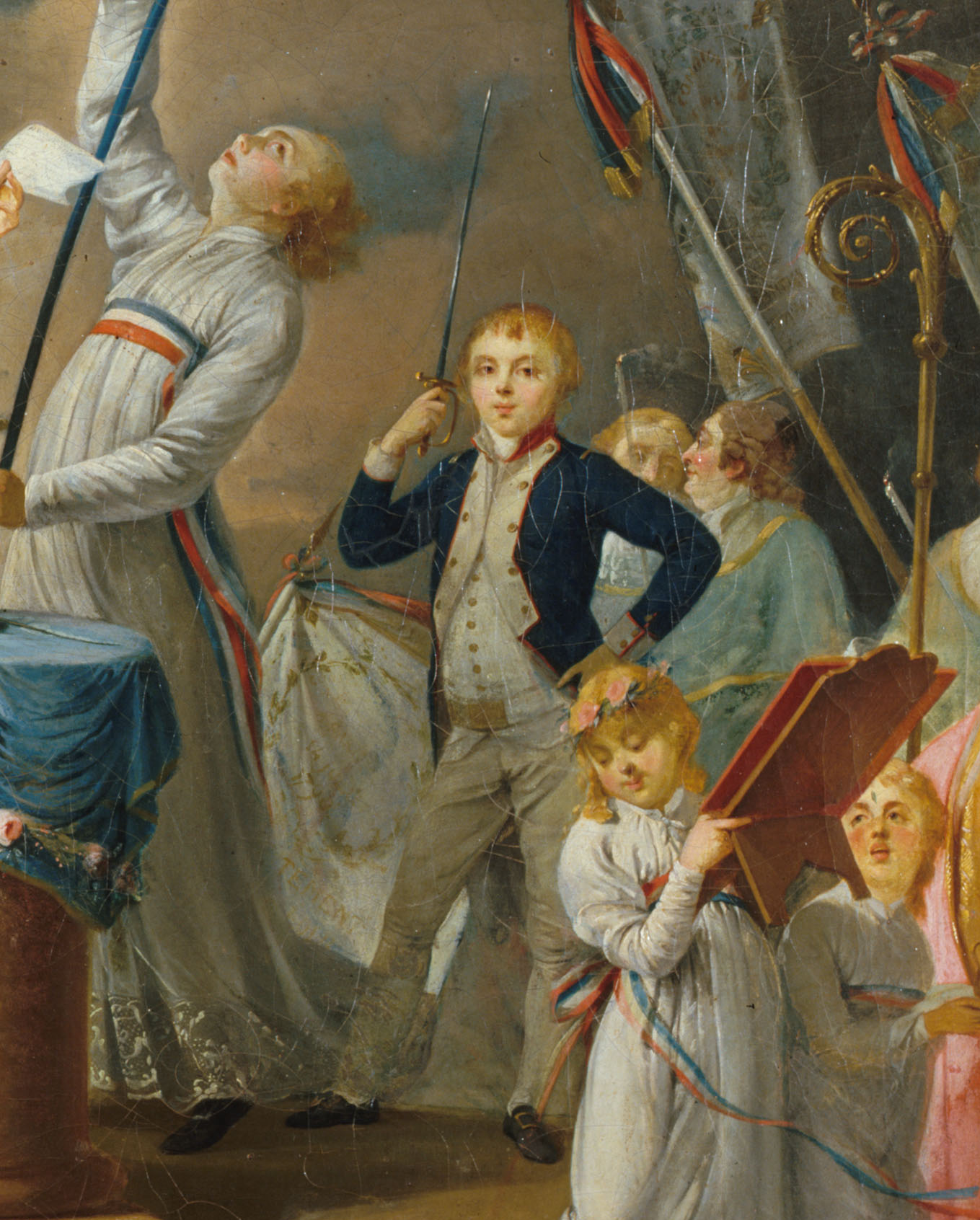
Mladý Georges Washington de La Fayette ve Fête de la Fédération, 14. července 1790.

V roce 1783 zakoupil La Fayette městský dům na adrese 183 rue de Bourbon za 200.000 livrů. S Adrianou se činili ve svém salónu v Hôtelu de La Fayette, hlavním centru Američanů v Paříži, mezi nimiž byl Benjamin Franklin, John Adams, Abigail Adamsová a John Jay s manželkou; ti všichni se každé pondělí scházeli a večeřeli s rodinou a liberální šlechtou, mezi kterou patřili Clermont-Tonnere, Madame de Staël, Morellet a Marmontel.
Adriana nesla nelibě pesimistického guvernéra Morrise, jemuž říkali 'aristokrat'.
Lafayette se spojil s francouzskou abolicionistickou skupinou Společnost přátel černochů (Société des amis des Noirs), která obhajovala konec obchodu s otroky a rovnoprávnost pro všechny svobodné černochy. V roce 1783 naléhal La Fayette v korespondenci s Washingtonem na osvobození otroků; a na jejich ustanovení farmářskými nájemníky. Přes Washingtonovy námitky La Fayette zakoupil pozemek ve francouzské kolonii Cayenne, aby zde na své plantáži La Belle Gabrielle učinil "experiment" se vzděláváním a emancipací.
15. července 1789 byl provolán hlavním velitelem Národní gardy (Garde nationale). Jeho umírněné (Konstituční monarchie) názory byly odmítnuty Royalisty (Legitimisty nebo Orleánisty) a následný vzrůst Girondistů a později jakobínských radikálů spolu s rostoucí polarizací politiků zapříčinil, že byl La Fayette odsunut do pozadí a přehlížen. Poté, co prohrál volby na starostu, odešel La Fayette s Adrianou v říjnu 1791 na zámek Chavaniac.
Poté, co byla 20. dubna 1792 vyhlášena válka Rakousku, odešel La Fayette velet armádě do Mét. Po návratu do Paříže bránil krále a byl obviněn z velezrady a rozhodl se proto pro útěk do nizozemské republiky. 19. srpna jej v belgickém Rochefortu zatkli Prusové a uvěznili ho v pruském Weselu a Magdeburgu. Později byl předán Rakušanům a držen v Olomouci. Pokus o útěk se mu nezdařil.

### Uvěznění
Dne 10. září 1792 byla Adriana odsouzena k domácímu vězení v Chavaniacu. 12. září 1792 napsala Jacques Pierre Brissotovi:

Monsieur: Věřím ve Váš upřímný fanatismus pro svobodu. To je kompliment, kterým v této chvíli obdařuji velmi málo lidí. Nemusím si ověřovat jestli je váš fanatismus, jako náboženský fanatismus, obecně ničen jeho vlastní věcí, ale nemohu uvěřit, že někdo, kdo toho tolik dělá pro osvobození černochů, může být zástupcem tyranie. Věřím, že jestli jste rozrušen konci, které Vaše skupina hledá, přinejmenším se budete děsit prostředků, které využívá. Jsem si jista, že si vážíte, můžu téměř říct, že respektujete, monsieur La Fayetta jako upřímného a odvážného přítele svobody, i když ho pronásledujete, protože jeho názory jsou odlišné od Vašich vlastních, jako prostředky k ustanovení svobody ve Francii, a podporovaný odvahou a neochvějnou věrností vůči svým přísahám, které jsou rozdílné od těch Vaší skupiny. Tomu všemu věřím a žádám Vás, ačkoli opovrhuji psaním všem ostatním; jestli se mýlím, řekněte mi to a já vás budu obtěžovat naposledy.

Ale kdybych byla držena jako rukojmí, bylo by pro mě těžší nést zajetí, kdybych si vybrala Chavaniac jako své vězení za podmíněného propuštění a na odpovědnost obce v mé vesnici. Pokud si přejete sloužit mi, budete spokojen s dobrým jednáním tím, že zmírníte osud toho, kdo je nespravedlivě pronásledován a který, jak víte, nemá ani prostředky, ani přání ublížit. Souhlasím s tím, že vám dlužím tuto službu.

Po březnu 1793 se Adriana v Brioude setkala s reprezentantem Národního konventu, Jean-Baptistem Lacostem, jemuž napsala:

Jsem informována, pane, že v souvislosti se zrádným chováním Dumourieze existuje hnutí, které uvězní všechny bývalé šlechtice. Přijdu nyní, abych vám řekla, že ačkoli jsem prohlásila, že jsem kdykoli připravena stát se zárukou za pana de La Fayette, určitě nemám v úmyslu tak učinit pro své nepřátele. Ať už žiji nebo umírám, je mi záležitost Dumourieze nanejvýš lhostejná. Udělal byste mnohem lépe, kdybyste mě nechal odejít do klidu. Když jsem z něj byla vytažena, jediným výsledkem bylo probuzení soucitu a oživení vzpomínek na mnoho nespravedlností. Žádám, abych zůstala se svými dětmi v jediné situaci, kterou považuji za přijatelnou, dokud je můj manžel vězněm nepřátel Francie.

### Vláda Teroru
V květnu 1794, během vlády Teroru, byla Adriana přemístěna do pařížského vězení La Force. 22. července 1794 byla její babička Kateřina z Cossé-Brissac, spolu s Adrianinou matkou Henrietou d'Aguesseau a sestrou Annou, vikomtesou z Ayen, sťata gilotinou. Adriana byla znovu přemístěna, a to do vězení Collège du Plessis, pak do domu v rue des Amandiers, poté do domu Desnos, rue Notre-Dame des Champs. 22. ledna 1795 byla díky úsilí guvernéra Morrise, Jamese Monroea a Elizabeth Monroeové, kteří navštívili Adrianu v žaláři, propuštěna. V dubnu 1795 odjel její syn Georges do Ameriky studovat na Harvard, a zůstal s Georgem Washingtonem.
Guvernér Morris jí dal vlastních 100.000 livrů. 1. září 1795 vydal Monroe Adrianě americký pas pro ni a její rodinu; poté Adriana odcestovala na místo La Fayettova vězení.

## Vězni v Olomouci

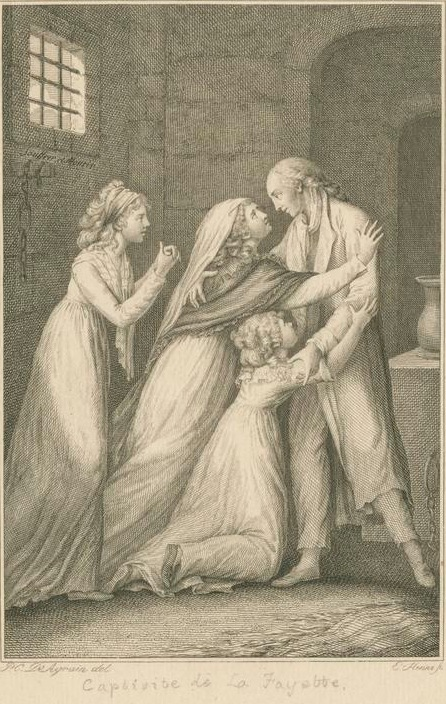
Opětovné setkání Adriany a dcerami s manželem ve vězení v Olomouci

Adriana odcestovala do Vídně, kde se 10. října 1795 setkala s císařem. Obdržela svolení připojit se ke svému manželovi, "já Vám to dopřeji, ale co se týče jeho svobody, tak ta je nemožná - mám svázané ruce, je to komplikovaná záležitost".
15. října 1795 se Adriana spolu s dcerami Anastázií a Virginií připojila k manželovi ve vězení v Olomouci. Všechny jejich peníze a zavazadla byly zabaveny. Jejich uvěznění se stalo cause célèbre. Byla o nich napsána hra: Vězni v Olomouci, nebo manželská oddanost. John Paris, americký konzul v Hamburku, jim poskytl pomoc, bylo však nemožné vyjednat jejich propuštění (Spojené státy neměly žádné diplomatické vztahy ani s Pruskem ani s Rakouskem).
18. září 1797 byla rodina, v rámci podmínek smlouvy z Campo Formio, propuštěna.
Během let strávených s manželem a dcerami ve vězení napsala Adriana na okraje knihy párátkem a tuší své paměti. Když se později vrátila do Francie, nechala je vytisknout a vydat.

## Zotavení
Rodina se zotavovala v Lehmkuhlenu u Adrianiny sestry Madame de Montagu a tety Madame de Tessé. Ve Witmoldu u Madame de Tessé se Anastázie provdala za Juste-Charlese de la Tour-Maubourg, mladšího bratra dalšího vězně z Olomouce, Charlese Césara de Fay de La Tour-Maubourg a Marie Victora de Fay, markýze de Latour-Maubourg. V říjnu 1798 se Georges vrátil z Ameriky. Adriana pomohla Madame de Montagu v jejím plánu finančně pomoci emigrantům. V roce 1799 se rodina přestěhovala do Vianenu u Utrechtu. La Fayette zůstal v exilu, ale Adriana se vrátila do Francie.

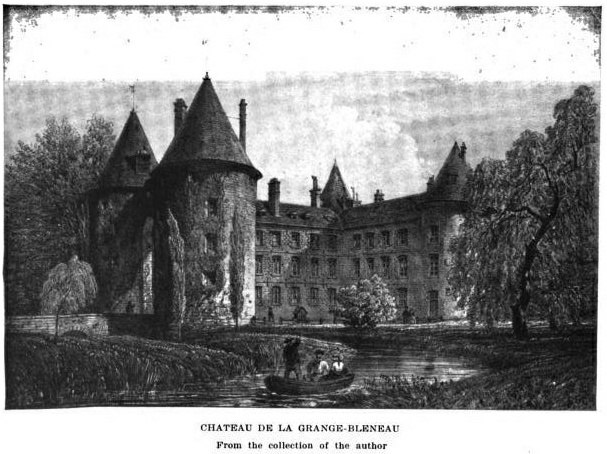
La Grange

Adriana aktivně obnovovala nemovitosti ve Francii, včetně statku po své matce, La Grange. Její sestra, Madame de Montagu, se usadila na zámku ve Fontenay. V roce 1799, s pádem Direktoria, zajistila pas pro manželův návrat do Francie. Po Napoleonově plebiscitu bylo La Fayettovi navráceno občanství a jeho jméno odstraněno ze seznamu emigrantů, spolu s členy Národního shromáždění. Mnoho vracejících se exulantů a Charles James Fox přišlo navštívit La Grange.
Rodina měla dluh okolo 200.000 livrů. Adriana vyjednala náhradu za zabavené pozemky v Cayenne. Jako kompenzaci za zkonfiskované pozemky rodiny Noailles obdržela 500.000 franků. Vyjednala také prodej pozemků v Bretani za 61.200 franků a měsíční rentu 4.800 livrů. Rodině také pomohl James Monroe a guvernér Morris.
V roce 1802 se Georges La Fayette oženil s Emílií de Tracy, dcerou hraběte de Tracy. Georges vstoupil do armády, v roce 1800 byl raněn v bitvě u Mincio a později se stal pobočníkem generála de Grouchy a bojoval s ním v roce 1807 v bitvě u Eylau, v níž dal generálovi svého koně, když byl jeho zabit, čímž Georges riskoval vlastní život. Poté ze svého úřadu odstoupil.
20. dubna 1803 se Virginie v La Grange provdala za Louise de Lasteyrie. Jejich syn Jules de Lasteyrie (1810–1883) se oženil s Olivií de Rohan-Chabot (1813–1899) a padesát čtyři let žil v La Grange.
Adriana od krajkářky, mademoiselle Paris, zjistila, kde jsou pohřbeni její příbuzní a další oběti Teroru. Adriana se sestrou Mme de Montagu finančně podporovala stavbu pomníku na hřbitově Picpus.

## Nemoc a smrt
Po svém věznění byla Adriana chronicky nemocná, trpěla bolestmi žaludku, puchýři, boláky a abscesy. Dr. Sautereau zůstal v La Grange a dr. Lobinhes přijel na zavolání z Paříže. V roce 1807, během výletu do regionu Auvergne, Adriana onemocněla; prožívala delirium, ale na Štědrý den se dostatečně zotavila, aby se kolem jejího lůžka mohla shromáždit rodina; její poslední slova La Fayettovi zněla: "Je suis toute à vous" ("Jsem celá tvoje").
Vzhledem k nákupu olova, vyvodil Burton, že příčinou její smrti byla otrava olovem. Adriana zemřela 24. prosince 1807 a byla pohřbena na hřbitově Picpus.
Její manžel napsal panu de La Tour-Maubourg:

V její cestě byla vyslovená ušlechtilost, ušlechtilé myšlení, které každého udivovalo. Ale co bylo nade vše podivuhodné, bylo, že přes něžnost, kterou neustále dávala najevo svým dětem, sestře, tetě, Madame de Tessé, myšlenkou byla se mnou v Memphisu, její mysl nikdy nebyla na jednom místě, byla vždy tam, kde jsem byl já.

## Potomstvo Adriany de La Fayette

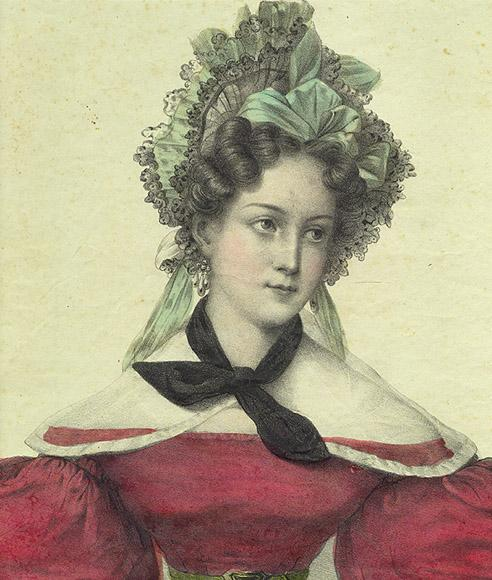
Virginie La Fayette

Georges de Lafayette se v roce 1802 oženil s Emílií de Tracy, dcerou hraběte de Tracy; měli spolu tři dcery a dva syny: Natálii, která se provdala za Adolpha Perriera, Matyldu, která se provdala za Maurice de Pusy (1799–1864) (a byl synem Jean-Xaviera Bureau de Pusy), Klementinu, která se provdala za "Gustava" Augusta Bonnin de La Bonniniére de Beaumont, dále měli syna Oskara Tomáše Gilberta, liberálního politika markýze de La Fayette (1815–1881), a syna Edmonda.
Virginie se 20. dubna 1803 provdala za Louise de Lasteyrie. Měli spolu tři dcery a jednoho syna: Paulinu, která se provdala za Charlese de Rémusat, Melánii, která se v roce 1831 provdala za Francisquea de Corcelle (ten byl přítelem de Tocquevilla), Octavii a syna Adriena Julese de Lasteyrie (1810–1883), který se oženil s Olivií de Rohan-Chabot (1813–1899), dcerou emigranta Louise de Rohan, vikomta de Chabot, a jeho manželky lady Charlotte Fitzgerardové, dcery druhého vévody z Leinsteru.
Melánie a Francisque spolu měli dceru Marii Henrietu Helenu Martu Tircuy de Corcelle (6. června 1832 – 17. listopadu 1902), která se 8. června 1859 v Église de la Madeleine provdala za Charlese Adolpha Pinetona de Chambrun (10. srpna 1831 – 13. září 1891), právníka z New Yorku.
Adrien Jules a Olívie spolu měli syna Louise de Lasteyrie, který se oženil s Olívií Mills Goodlakeovou; měli spolu dvě děti: v roce 1878 se narodil Guy de Lasteyrie, který se v roce 1912 oženil s Constance Whitney Warrenovou; a syna Louise de Lasteyrie (1881–1955), který se v roce 1908 oženil s Luisou Chodron Courcelovou.
Adrianina dcera Anastázie de La Fayette se provdala za Juste-Charlese de Fay de La Tour-Maubourg (8. června 1744 – 28. června 1824); měli spolu dvě děti: Celestýnu Luisu Henrietu de Fay de La Tour-Maubourg (1799 – 16. července 1893) a Jenny de Fay de La Tour-Maubourg (6. září 1812 – 15. dubna 1897). Anastáziin manžel byl synem Clauda de Faÿ (1712–1790) a Marie Françoise Vacheron Bermontové. Jeho bratr, Marie Victor de Fay, markýz de Latour-Maubourg, byl velitel jezdectva, zúčastnil se tažení do Ruska a byl raněn v bitvě u Lipska. Jeho další bratr, Charles César de Fay de La Tour-Maubourg, byl vězněm v Olomouci. Mezi jejich potomky patří královna Paola Ruffo di Calabria (11. září 1937), která se 2. července 1959 v Bruselu provdala za Jeho královskou Výsost Alberta, prince z Liège, pozdějšího krále Belgičanů, Alberta II.